# Pomino
Mit dem Namen Pomino DOC werden italienische Rot-, Weiß-, Rosé- und Schaumweine sowie roter und weißer Vin Santo aus Pomino (einem Ortsteil von Rufina) in der Metropolitanstadt Florenz, Toskana bezeichnet. Die Weine besitzen seit dem Jahr 1983 eine „kontrollierte Herkunftsbezeichnung“ (Denominazione di origine controllata – DOC), die zuletzt am 7. März 2014 aktualisiert wurde.

## Anbau
Anbau und Vinifikation dieser Weine sind nur auf dem Gemeindegebiet von Pomino (Teilgemeinde von Rufina) in der Region Toskana gestattet.

## Erzeugung
Für die verschiedenen Weintypen schreibt die Denomination folgende Rebsorten vor:
- Pomino Vin Santo: Mindestens 70 % Pinot bianco, Pinot Grigio, Chardonnay und Trebbiano – einzeln oder gemeinsam. Höchstens 30 % andere weiße Rebsorten, die für den Anbau in der Region Toskana zugelassen sind, dürfen zugesetzt werden.
- Pomino Rosso,  Pomino Rosso „Riserva“, Pomino Rosso vendemmia tardiva (dt. „Spätlese“) und Pomino Vin Santo Occhio di Pernice (dt. „Auge des Perlhuhns“): Mindestens 50 % Sangiovese. Höchstens 50 % Pinot nero und Merlot dürfen – einzeln oder gemeinsam – zugesetzt werden. und höchstens 25 % andere rote Rebsorten, die für den Anbau in der Region Toskana zugelassen sind, dürfen zugesetzt werden.
- Pomino Spumante bianco und Pomino Spumante rosato (auch mit dem Attribut „Riserva“): Mindestens 70 % Chardonnay, Pinot bianco und Pinot nero – einzeln oder gemeinsam. Höchstens 30 % andere weiße Rebsorten, die für den Anbau in der Region Toskana zugelassen sind, dürfen zugesetzt werden.
- Bei den folgenden Weinen muss die genannte Rebsorte zu mindestens 85 % enthalten sein. Höchstens 15 % andere analoge Rebsorten, die für den Anbau in der Region Toskana zugelassen sind, dürfen zugesetzt werden:
  - Pomino Chardonnay
  - Pomino Sauvignon
  - Pomino Pinot nero
  - Pomino Merlot

Der Pomino Rosso darf das Prädikat „Riserva“ tragen, wenn er mindestens zwei Jahre gereift ist, davon mindestens 12 Monate im Eichenfass und drei Monate in der Flasche. Pomino Bianco muss mindestens ein Jahr gereift sein (davon mindestens acht Monate im Eichenfass), bevor er mit dem Prädikat „Riserva“ versehen werden kann. Pomino Spumante muss mindestens 36 Monate auf der Hefe lagern, um das Prädikat „Riserva“ tragen zu dürfen.